# 고쿠후촌 (고치현)
고쿠후촌(일본어: 国府村)은 일본 고치현 나가오카군에 있던 촌이다. 

## 역사
- 1889년 4월 1일 - 정촌제 시행에 의해 3촌의 구역으로 구니히사촌이 성립하였다.
- 1897년 8울 1일 - 구니히사촌이 고쿠후촌으로 개칭되었다.
- 1956년 9월 30일 - 가메이와촌, 구레다촌, 아게쿠라촌, 나가오카촌과 합병해, 새로운 고멘정이 성립, 동일 고쿠후촌은 폐지되었다.

## 교통

### 도로
- 국도 제32호선

## 참고 문헌
- 角川日本地名大辞典編纂委員会,『角川日本地名大辞典 39 高知県』1983, 角川書店